# Mirela Rusu
Mirela Rusu (n. 5 martie 1978, Bacău, România) este o fostă gimnastă aerobică română. A câștigat cinci medalii la campionatele mondiale (patru de aur și una de bronz) și cinci medalii de campioană europeană (trei de aur și două de argint).

## Legături externe
- en Federation Internationale de Gymnastique Profiles: Mirela Rusu Arhivat în 10 martie 2009, la Wayback Machine.